# فرانك بيترز (لاعب هوكي جليد)
فرانك بيترز (بالإنجليزية: Frank Peters)‏ هو لاعب هوكي جليد أمريكي، ولد في 5 يونيو 1905 في روسس بوينت في الولايات المتحدة، وتوفي في 17 يوليو 1973.

## وصلات خارجية
- فرانك بيترز على موقع دوري الهوكي الوطني (الإنجليزية)
- فرانك بيترز على موقع EliteProspects.com (الإنجليزية)
- فرانك بيترز على موقع HockeyDB.com (الإنجليزية)
- فرانك بيترز على موقع Hockey-Reference.com (الإنجليزية)